# Antonio Carbajal
Antonio Félix Carbajal Rodríguez (7. června 1929, Ciudad de México – 9. května 2023) byl mexický fotbalový brankář. Je známý pod přezdívkou El Cinco Copas (Pět šampionátů), protože hrál na každém mistrovství světa ve fotbale v letech 1950 až 1966. Tento rekord vyrovnal až Lothar Matthäus.
Carbajal nastoupil v letech 1950–1966 ve 48 reprezentačních zápasech, z toho v 11 na mistrovství světa. Chytal také při historicky prvním vítězství Mexičanů na MS (3:1 nad Československem v roce 1962). Jako náhradní brankář se zúčastnil i olympiády 1948. Hrál za Club León, s nímž se stal v letech 1952 a 1956 mexickým mistrem.